# Acarterus pallidus
Acarterus pallidus är en tvåvingeart som beskrevs av Sinclair 1996. Acarterus pallidus ingår i släktet Acarterus och familjen puckeldansflugor.
Artens utbredningsområde är Lesotho. Inga underarter finns listade i Catalogue of Life.